# 格兰迪森特
格兰迪森特（Grundy Center）是美国艾奥瓦州格兰迪县的城市和县城。2010年美国人口普查时人口为2706人，比2000年人口普查的2596人增加了4.2％。 格兰迪中心是滑铁卢-锡达福尔斯大都会统计区的一部分。